# Buszcze (gmina)
Buszcze – dawna gmina wiejska w powiecie brzeżańskim województwa tarnopolskiego II Rzeczypospolitej. Siedzibą gminy było Buszcze.
Gminę utworzono 1 sierpnia 1934 r. w ramach reformy na podstawie ustawy scaleniowej z dotychczasowych gmin wiejskich: Buszcze, Dryszczów (Nadriczne), Dworce, Krasnopuszcza, Plichów, Poruczyn, Potoczany, Rekszyn, Stryhańce, Szumlany, Urmań i Wierzbów.
W marcu 1937 przyznano obywatelstwo honorowe gminy Marszałkowi Edwardowi Śmigłemu-Rydzowi.
Po II wojnie światowej obszar gminy został odłączony od Polski i włączony w skład Ukraińskiej SRR.